# Beguda isotònica
Una beguda isotònica és aquella beguda rehidratant o beguda esportiva amb gran capacitat de rehidratació. Inclou en la seva composició baixes dosis de sodi, normalment en forma de clorur de sodi o hidrogencarbonat de sodi, sucre o glucosa i, habitualment, potassi i altres minerals. Aquests components ajuden a l'absorció de l'aigua, que és vital per al bon funcionament del cos humà i de l'ésser viu. Cal no confondre-la amb les begudes energitzants, ni amb les begudes estimulants, ja que no contenen substàncies estimulants. Són begudes que reposen les substàncies perdudes durant l'activitat física.